# Grote vasapapegaai
De grote vasapapegaai (Coracopsis vasa) is een vogel uit de familie Psittaculidae (papegaaien van de Oude Wereld).

## Uiterlijke kenmerken
De vogel is gemiddeld 50 cm lang, vrouwtjes wegen gemiddeld 560 g, mannetjes 410 g. De grote vasapapegaai is overwegend donkerbruin van kleur, van onder iets lichter getint en met bleekgrijze onderstaartdekveren. De snavel is tijdens de broedtijd lichtbruin en anders donkergrijs. Broedende vrouwtjes met nestjongen verliezen de veren op hun kop waardoor de naakte huid zichtbaar wordt en deze huid kleurt dan oranjerood. De ondersoort  C. v. drouhardi is wat bleker gekleurd en de ondersoort die op de Comoren voorkomt is kleiner, ook bleker gekleurd en heeft bruine onderstaartdekveren.

## Verspreiding en leefgebied
Deze soort komt voor op Madagaskar en op de Comoren en telt drie ondersoorten:
- C. v. comorensis: de Comoren.
- C. v. drouhardi: westelijk en zuidelijk Madagaskar.
- C. v. vasa: oostelijk Madagaskar.

Het leefgebied is bebost gebied, maar de soort is minder aan natuurlijk bos gebonden dan de kleine vasapapegaai en komt daardoor ook voor in kustgebieden met kokospalmplantages en savannegebieden en cultuurlandschap met aangrenzend bebost gebied.

## Status
De grootte van de populatie is niet gekwantificeerd maar de soort wordt omschreven als op veel plaatsen vrij algemeen. Op de Rode lijst van de IUCN heeft deze soort de status niet bedreigd.